# Lombriasco
Lombriasco (piemontiul: Lombriasch) település Olaszországban, Lombardia régióban, Torino megyében. Lakosainak száma 1077 fő (2023. január 1.). Lombriasco Carmagnola, Casalgrasso, Osasio, Pancalieri, Racconigi és Carignano községekkel határos.

## Népesség
A település népességének változása:
| Lakosok száma | 10 000 | 10 001 | 1077 |
|               | 2017   | 2018   | 2023 |